# Левчук Володимир Олексійович
Володи́мир Олексі́йович Левчу́к (1981-2022) - полковник Збройних сил України,  учасник російсько-української війни.

## Життєпис
Володимир Олексійович Левчук народився 13 травня 1981 року у місті Козятин Вінницької області. Закінчив Одеський інститут сухопутних військ. 
В 2014—2017 роках брав участь у боях на сході України.
22 травня 2020 року був призначений на посаду заступника міністра у справах ветеранів України. 
9 лютого 2022 року Володимир звільнився.  З початком повномасштабної агресії 24 лютого 2022 року повернувся до військової служби.

## Особисте життя
Має дружину та трьох дітей. 

## Смерть
3 листопада 2022-го полковник Володимир Левчук загинув у Житомирській області. Військового поховано 6 листопада 2022 року на Алеї Слави міського кладовища.